# Obična dunja
Obična dunja (dunja, lat. Cydonia oblonga) je jedina vrsta roda dunja (Cydonia), porodica Rosaceae. Njeno botaničko ime potječe od grčkog grada Kydonia na sjeverozapadu otoka Krete. U Armeniji i Iranu dunja se može naći u prirodi.

## Opis
Stablo dunje je 4 do 6 m visoko drvo koje se može naći u Aziji i Europi. Cvjeta u svibnju i lipnju i ima bijele do ružičaste cvjetove. Latice cvjetova su duge između 2 i 5 cm. Pošto bolje uspijeva u toplijim predjelima, kultivira se najčešće u vinogradarskom okruženju.
Plod dunje je sličan plodu jabuke ili kruške (odakle i potječu dvije sorte dunje; jabukolika i kruškolika). Od dunja je moguća priprema kompota, želea, kao i sokova.
Dunje se često sade u podnožjima stabla kruške i drugih visokih voćnih stabala i rađaju nakon 4 do 8 godina. Razmnožavanje putem pelcera i križanjem uspijeva samo ponekad.
Plod dunje sadrži veoma mnogo vitamina C, zatim kalij, natrij, cink, željezo, bakar, mangan, pektin i druge organske i anorganske kiseline. Sjeme dunje sadrži različite sluzi, ulja kao i otrovni cijanid glikozid.

## Simbolika
Dunja predstavlja simbol ljubavi, sreće, plodnosti, pameti, ljepote, postojanosti i neprolaznosti.
U antičkim legendama, dunjom su bogovi određivali sudbine. Ona je bila plod Afrodite i Geje. Paris ju je, po obećanju lijepe Helene, predao Afroditi kao najljepšoj od svih boginja.

## Sastav i uporaba
Ima oko 20% sluzi, pektina, oko 8% raznih šećera, oko 1% jabučne kiseline, 15% masnog ulja, amigdalina (0,5%) emulzina, protida i tanina.
Upotrebljava se kao sluzavo sredstvo za izradu emulzija i mikstura protiv kašlja, kao voda za obloge, protiv opekotina, za kozmetiku i u industriji. Danas se bez razloga rabi mnogo manje nego ranije. Grci i Rimljani dunju cijenili su kao blago sredstvo protiv proljeva (zbog količine tanina i sluzi). Ako se za izradu sluzi rabi zdrobljeno sjeme, u njemu može biti toliko cijanovodične kiseline, da se mogu pojaviti i slučajevi trovanja. Zato sluz treba pripravljati od cijelog sjemena, ako se ne želi istovremeno djelovanje sluzi i cijanovodonične kiseline.
U industrijskim se zemljama dunjino sjeme sve više upotrebljava.

## Proizvodnja
| Deset najvećih proizvođača u 2012. | Deset najvećih proizvođača u 2012. | Deset najvećih proizvođača u 2012. |
| Država                             | Proizvodnja (u tonama)             |                                    |
| ---------------------------------- | ---------------------------------- | ---------------------------------- |
| Turska                             | 135.406                            |                                    |
| NR Kina                            | 125.000                            |                                    |
| Uzbekistan                         | 80.000                             |                                    |
| Maroko                             | 46.000                             |                                    |
| Iran                               | 36.500                             |                                    |
| Argentina                          | 27.500                             |                                    |
| Azerbajdžan                        | 27.140                             |                                    |
| Španjolska                         | 14.000                             |                                    |
| Srbija                             | 10.795                             |                                    |
| Alžir                              | 10.516                             |                                    |
| Svijet                             | 596.532                            |                                    |
| Izvor: UN FAOSTAT                  |                                    |                                    |